# Vero (senador)
Vero († 219) fue un usurpador romano.
Vero era un centurión, que se había elevado con éxito al rango de senador romano. Era el comandante de la legión III Gallica, una legión ubicada en Siria, que apoyó el intento de Heliogábalo de alcanzar el poder, en el año 218.
Pronto, sin embargo, los soldados se desencantaron con el reinado de Heliogábalo, y en el invierno de 218-219 Vero aprovechó la oportunidad, proclamándose a sí mismo emperador romano y ligerando la rebelión de la III Legión. Sin embargo, Heliogábalo hizo que ejecutaran a Vero, dispersó a la legión y privó a Tiro, donde estaba su cuartel general, del estatus de metrópolis.